# フェイス・イン・ラブ
『フェイス・イン・ラブ』（Disappearing Acts）は、2000年のアメリカ合衆国の恋愛テレビ映画。ウェズリー・スナイプス製作・主演。アメリカでベストセラーとなったテリー・マクミランの『Disappearing Acts』が原作である。
日本では、2002年にキングレコードからDVDとVHSが発売された。

## ストーリー
ニューヨークに引っ越してきた、音楽教師のゾラ・バンクスは、入居予定のアパートの前を掃除していた改築作業員のフランクリン・スウィフトから、改築をしたばかりで床がまだ乾いていないため、家具は置けないと言われる。ゾラは床が乾くまで待つことにするが、引越し業者が引き上げてしまったため、フランクリンに荷物運びを手伝ってもらうことになった。2人で荷物を部屋に運んだ後、フランクリンから家具の設置も手伝うといわれるが、ゾラは断る。
次の日フランクリンは別の仕事場に向かうが、ボスのヴィニーから、資材が届いていないため作業は中止になり、次の仕事まで2週間も間が空いてしまうと聞かされる。酒場で旧友のジミーと飲んだ後ゾラが現れ、やっぱり設置を手伝ってほしいと言われ、再び彼女の家を訪れる。その合間に2人は互いの夢を話し、ゾラは歌手でフランクリンは廃品請負業だという。彼と別れた後ゾラは、友達のポーシャたちと会食し、家に帰るとフランクリンが家の前で待っていた。彼を部屋に入れると、彼から好きだと告白され、ゾラは受け入れて体の関係を持ち、2人は恋人関係になった。その後フランクリンは、彼女が積み立ててきたピアノをプレゼントとして贈る。
ゾラはポーシャの紹介で、音楽プロデューサーのレジー・バプティステと会い、彼に気に入られたため手数料などの支払いを猶予される。夜、フランクリンは最終学歴が高校中退で、離婚できていない前の妻との間に子供がいると告白し、2人は喧嘩になる。それでもゾラは、フランクリンのことが好きだと彼に伝え、お互いゼロから始めるため、彼が前妻と離婚することと子供に会わせること、一緒に住むことを約束させる。そしてフランクリンは、息子のタイリとマーカスをゾラに会わせる。その矢先、雇い主のヴィニーが親族を優先させるなど、彼に振り回されていたフランクリンは我慢の限界に達し、もう彼とは仕事をしないと辞めてしまう。
それを聞いたゾラは、しばらくは自分が働いて、フランクリンは学校に行って卒業認定を取ることを提案する。

## キャスト
| 役名                     | 俳優                                   | 日本語吹替 |
| ------------------------ | -------------------------------------- | ---------- |
| フランクリン・スウィフト | ウェズリー・スナイプス                 | 江原正士   |
| ゾラ・バンクス           | サナ・レイサン                         | 岡村明美   |
| ポーシャ                 | レジーナ・ホール                       | 魏涼子     |
| ヴィニー                 | マイケル・インペリオリ                 | 中村大樹   |
| ジミー                   | クラーク・ジョンソン                   | 内田直哉   |
| マルティネス             | ラズ・アロンソ                         |            |
| クラウデット             | リサ・アリンデル・アンダーソン         | 藤貴子     |
| レジー・バプティステ     | Qティップ（カマール・ファリード名義）  | 乃村健次   |
| フランクリンの母親       | CCH・パウンダー                        | 西宏子     |
| フランクリンの父親       | ジョン・エイモス                       | 仲野裕     |
| ゾラの父親               | ジョン・ビーズリー                     | 秋元羊介   |
| タイリ                   | フェルナンド・ファイファー・キャメロン | 松岡由貴   |
| マーカス                 | デクアン・ヘンダーソン                 |            |
| アラン                   | トーマス・デイ                         | 志村知幸   |

## スタッフ
- 監督：ジーナ・プリンス＝バイスウッド
- 脚本：リサ・ジョーンズ
- 原作：テリー・マクミラン
- 製作：リディア・ディーン・ピルチャー
- 製作総指揮：キミコ・フォックス、テリー・マクミラン、ウェズリー・スナイプス
- 撮影監督：タミー・レイカー
- プロダクションデザイナー：カリナ・イワノフ
- 編集：フランソワーズ・ボノー,A.C.E.
- 衣裳デザイン：サンドラ・ヘルナンデス
- 音楽：アレン・ケイトー、ミシェル・ンデゲオチェロ
- キャスティング：ジャキ・ブラウン
- 日本語字幕：松岡葉子
- 吹替翻訳：小松毅
- 吹替演出：市来満
- 吹替製作：ニュージャパンフィルム